# Haematopota desertorum
Haematopota desertorum är en tvåvingeart som beskrevs av Szilady 1923. Haematopota desertorum ingår i släktet Haematopota och familjen bromsar. Inga underarter finns listade i Catalogue of Life.